# First of the Year (Equinox)
"First of the Year (Equinox)"  là một bài hát của nhà sản xuất âm nhạc điện tử người Mỹ Skrillex. Nó được phát hành vào ngày 7 tháng 6 năm 2011 với tư cách là đĩa đơn chính trong EP thứ ba của anh ấy, More Monsters and Sprites. Bài hát kể từ đó đã trở thành một thành công thương mại vừa tầm, đạt vị trí cao nhất trong các bảng xếp hạng của Hoa Kỳ, Úc, Canada, Norway và Thụy Điển. Một video âm nhạc được thực hiện bởi đạo diễn Tony Truand, do HK Corp sản xuất. MV được công chiếu vào ngày 10 tháng 8 năm 2011 và nhận được đề cử tại Lễ trao giải Grammy lần thứ 54 cho Video âm nhạc ngắn hay nhất. MV đã được đề cử cho Giải Video âm nhạc MTV cho Video nhạc dance điện tử xuất sắc nhất và nó đã giành được giải Kĩ xảo xuất sắc nhất tại Lễ trao giải Video âm nhạc MTV năm 2012.

## Video nhạc
Video nhạc chính thức cho bài hát đã có sẵn để tải xuống trên iTunes vào ngày 10 tháng 8 năm 2011. Đoạn video được sản xuất bởi công ty Pháp HK Corp và bởi đạo diễn Tony Truand. Nó đã được phát hành trên kênh YouTube chính thức của Skrillex vào ngày 17 tháng 8 năm 2011 và đã thu hút được hơn 470 triệu lượt xem, 3,5 triệu lượt thích và đem lại 500 nghìn lượt đăng kí cùng 1,6 triệu lượt chia sẻ.
Video tập trung vào một kẻ ấu dâm theo dõi một bé gái ngây thơ khi cô bé đang đi dạo chơi trên phố. Khi cô bé xuống một khu vực ngầm dưới đất, hắn lấy ra một mảnh vải tẩm thuốc mê. Ngay khi hắn sắp tấn công, cô bé hét lên: "Call 911 now!" và bắt đầu sử dụng sức mạnh tâm trí để tác động lên cơ thể của kẻ xấu. Cô bé nâng hắn lên không trung, xoay cơ thể hắn với nhiều tư thế khác nhau, đập hắn vào tường và bắn khói đen xuyên qua cơ thể hắn. Hình ảnh được tiết lộ là một tạo hình ngăm đen, gợi nhớ đến dáng người mảnh mai trong Come to Daddy ngay sau đó cô làm những cử chỉ giống hệt với đứa trẻ. Đôi mắt của đứa trẻ biến màu đen giống như hình vẽ. Có thể đứa trẻ trên thực tế là một loại avatar/golem nào đó đang bị một loại sinh vật không xác định sử dụng để thu hút và trừng phạt những kẻ có ý định xấu với trẻ em. Cuối cùng đứa trẻ thực hiện một động tác xoắn bằng tay, cho biết cô đã giết người đàn ông. Sau đó, bằng ngón tay của mình, cô ấy đã để lại ký hiệu đen trên tường, thêm một kẻ xấu mà cô đã dùng công lý để hạ gục (ít nhất 75).

### Tiếp nhận phê bình
Spin đã khen ngợi video, nói rằng "Đó là điều cảm thông với những đứa trẻ có nguy cơ hoặc nói chung là lên tiếng cho chúng, nhưng Skrillex đã tiến thêm một bước nữa - và còn xa hơn nữa - trong video mới tuyệt vời này cho ca khúc 'First of the Year (Equinox).". Ông nói tiếp: "Nhưng trong đoạn video này, phần mở đầu du dương của bài hát cũng đóng vai trò là bối cảnh đáng ngại cho một kẻ săn mồi đáng sợ, sẽ ẩn nấp bên ngoài sân chơi nơi trẻ nhỏ đang nô đùa. Trời u ám, nhưng có một thứ gì đó còn đen tối hơn nhiều, khi một cô bé bỏ đi và người đàn ông theo dõi cô. Khi cô bất ngờ bỏ trốn đến một nhà kho tối tăm, bỏ hoang, anh ta tiếp tục đi theo, cuối cùng bước vào căn phòng nơi cô đang đứng một mình, đang cầm một chiếc máy thu điện thoại. Bàn phím đột nhiên mờ đi thành một rãnh sáng hơn, và sau đó, ở mốc 1:25, bạn phải tự mình kiểm tra."
Video nhạc đã được đề cử cho Video nhạc ngắn xuất sắc nhất tại Lễ trao giải Grammy lần thứ 54. Video này đã được đề cử giải MTV Video Music cho Video nhạc dance hay nhất và nó đã giành giải thưởng Best Visual Effects trong một video tại lễ trao giải MTV Video Music năm 2012, được trao cho giám sát của VFX cho Deka Brothers. Video này nổi bật trong " Người sói của vùng cao nguyên ", tập đầu tiên của chương 8 của Beavis và Butt-head . Bài hát cũng được sử dụng bởi kênh truyền hình Argentina Pública của Argentina để quảng bá cho những trận đấu của Torneo Inicial năm 2012.

## Mẫu giọng
First of the Year sử dụng giọng phụ nữ la lên "Call 911 now", mẫu là từ một video lan truyền từ năm 2005 và đã được sử dụng mà không có bất kỳ sự cho phép nào của tác giả ban đầu. Mẫu khác là từ một bản Demo cũ của Sonny Moore (trước khi anh phát hành nhạc dưới 'Skrillex') được gọi là Equinox (chính vì thế mà Skrillex có chú thích thêm tên Equinox trong tựa video). Mẫu giọng đã được điều chỉnh cao độ, đảo ngược, tăng tốc, mã hóa và xếp lại giọng để khiến nó gần như không thể phân biệt được.

## Bảng xếp hạng
| Bảng xếp hạng (2011–12)       | Vị trí cao nhất |
| ----------------------------- | --------------- |
| Úc (ARIA)                     | 84              |
| Bỉ (Ultratip Flanders)        | 7               |
| Canada (Canadian Hot 100)     | 88              |
| Pháp (SNEP)                   | 187             |
| Na Uy (VG-lista)              | 14              |
| Thụy Điển (Sverigetopplistan) | 19              |
| Hoa Kỳ Billboard Hot 100      | 85              |

| Bảng xếp hạng (2011)          | Vị trí |
| ----------------------------- | ------ |
| Thụy Điển (Sverigetopplistan) | 83     |
| Bảng xếp hạng (2012)          | Vị trí |
| Thụy Điển (Sverigetopplistan) | 74     |

## Chứng nhận
| Quốc gia                                                                                             | Chứng nhận | Số đơn vị/doanh số chứng nhận |
| --- | ---------- | ----------------------------- |
| México (AMPROFON)                                                                                    | Gold       | 30.000*                       |
| Hoa Kỳ (RIAA)                                                                                        | Platinum   | 1.000.000‡                    |
| * Chứng nhận dựa theo doanh số tiêu thụ. ‡ Chứng nhận dựa theo doanh số tiêu thụ và phát trực tuyến. |            |                               |